# Zodiac Maritime
Zodiac Maritime Ltd es una empresa naviera internacional, Zodiac también es un gran propietario de barcos y fleta estos barcos. Está dirigido por Eyal Ofer con sede en Mónaco, y el presidente es este último mencionado, Zodiac participó en el atascamiento del portacontenedores Napoli en el Canal de la Mancha a fines de 2009 y principios de 2010, dos de sus barcos (St James Park y Asian Glory) fueron capturados por piratas somalíes.

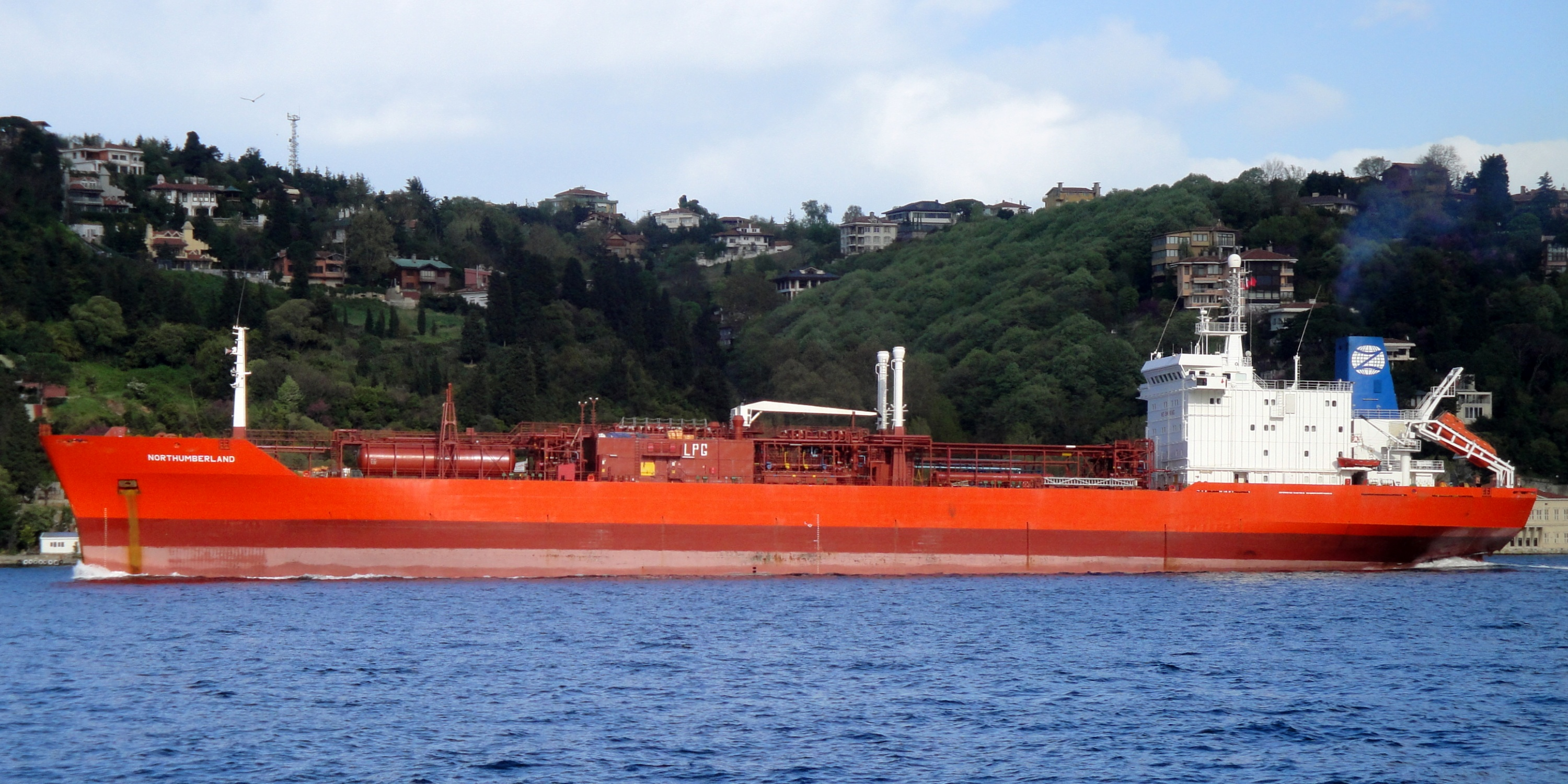
Metanero Northumberland

Según un análisis reciente realizado por Globes, las empresas del grupo Zodiac generaron juntas una ganancia operativa de poco más de $1500 millones entre 2003 y 2012, y el margen de ganancias operativas fue del 39%. Además del alto margen de utilidad operativa, las empresas pagaron una tasa de impuesto sobre el tonelaje del 0,49 % de su utilidad.
En julio de 2014, Eyal Ofer, el director de Zodiac Group, recibió una membresía vitalicia honoraria de Baltic Exchange por su contribución al transporte marítimo en el Reino Unido y al comercio marítimo mundial. Más tarde ese año, fue incluido entre las 10 personas más influyentes en la industria naviera según Lloyds List 2014.

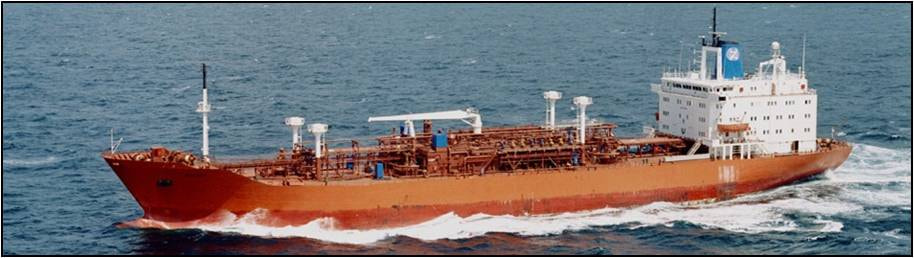
Uno de los Barcos Metaneros de la empresa